# Gavrus
Gavrus település Franciaországban, Calvados megyében. Lakosainak száma 623 fő (2022. január 1.). Gavrus Baron-sur-Odon, Bougy, Esquay-Notre-Dame, Évrecy, Grainville-sur-Odon, Mondrainville és Val d'Arry községekkel határos.

## Népesség
A település népességének változása:
| Lakosok száma | 111  | 161  | 196  | 434  | 556  | 555  | 555  | 584  | 597  | 623  |
|               | 1968 | 1982 | 1990 | 2006 | 2013 | 2015 | 2017 | 2019 | 2020 | 2022 |